# Рибейра-Брава
Рибе́йра-Бра́ва (порт. Ribeira Brava) — посёлок на южном побережье острова Мадейры, в Автономном регионе Мадейры (Португалия), с населением 5941 человек (2001). Является административным центром одноименного района (муниципалитета) с площадью 65,10 км² и населением 12 494 человек (2001), который на юге омывается Атлантическим океаном, на западе граничит с муниципалитетом Понта-ду-Сол, на севере — с муниципалитетом Сан-Висенти и на востоке — Камара-ди-Лобуш. Расстояние до столицы острова города Фуншала составляет 15 км.
В прошлом (до вступления на Мадейре устава автономии в 1976 году) посёлок входил в состав Фуншальского административного округа.
Покровителем посёлка считается Сан-Бенту (порт. São Bento).
Праздник посёлка — 29 июня.

## История
Рибейра-Брава является одним из древнейших населенных пунктов острова. Его возникновение приходится на вторую четверть 15 века, как перекресток дорог в разных направлениях острова. По сути, поселок возник в устье небольшой речки, которая условно делит остров на две части. Важность этой внутренней части острова с его побережьем, а также плодородные почвы привели к быстрому росту поселка. Основной деятельностью тех времен было выращивание сахарного тростника. В 1904—1908 годах была построена небольшая гавань, с этой целью часть западной скалы была разрушена.
Создание муниципалитета — 6 мая 1914 путём отчленение нескольких муниципальных общин от двух соседних муниципалитетов: Понта-ду-Сол и Камара-ди-Лобуш. Статус поселка — с 1928 года.

## Демография
| Численность населения муниципалитета по годам | Численность населения муниципалитета по годам | Численность населения муниципалитета по годам | Численность населения муниципалитета по годам | Численность населения муниципалитета по годам | Численность населения муниципалитета по годам | Численность населения муниципалитета по годам |
| --------------------------------------------- | --------------------------------------------- | --------------------------------------------- | --------------------------------------------- | --------------------------------------------- | --------------------------------------------- | --------------------------------------------- |
| 1920                                          | 1930                                          | 1960                                          | 1981                                          | 1991                                          | 2001                                          | 2004                                          |
| 14 132                                        | 16 394                                        | 19 793                                        | 13 480                                        | 13 170                                        | 12 494                                        | 12 523                                        |

## Известные уроженцы, жители
4 июня 1526 или 1526 года в Рибейра-Брава родился Эммануэл Алвареш — португальский иезуит, писатель-гуманист, учёный-лингвист, автор учебника латинской грамматики, который был переведён полностью или частично на более 400 языков мира.

## Состав муниципалитета
В муниципалитет входят следующие районы:
1. Кампанариу (порт. Campanário)
2. Рибейра-Брава (порт. Ribeira Brava)
3. Серра-де-Агуа (порт. Serra de Água)
4. Табуа (порт. Tabua)

## Экономика
В экономике муниципалитета доминирует сельское хозяйство и туризм. Значительная часть его территории является гористой, где сосредоточено животноводство.
Основным видом транспорта являются автобусы и такси.

## Туризм
Среди туристов популярностью пользуется главная церковь «матриж» (порт. Igreja Matriz da Ribeira Brava), которая была построена в 16 веке, а также Этнографический музей Мадейры и крепость. Здание Этнографического музея Мадейры некогда принадлежала капитану Луишу Гонсалвешем да Силве. Позже она была преобразована в цех по переработке сахарного тростника. В 1983 году Региональным правительством Мадейры было принято решение о создании музея. Сегодня здесь проводятся различные выставки, как временные так и постоянные, посвященные культуре острова.

## Галерея

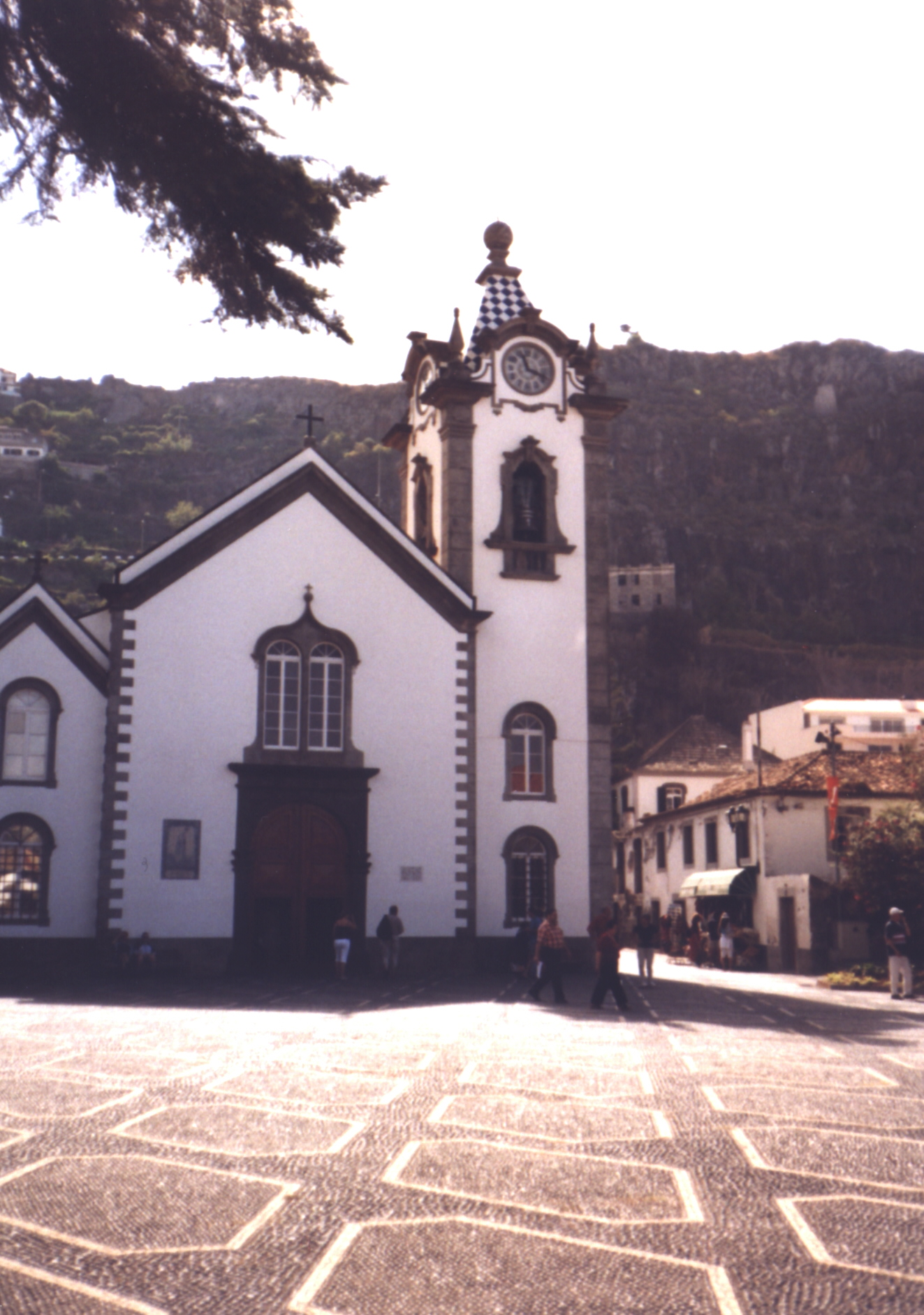
Главная церковь «матриж» или «Сан-Бенту»
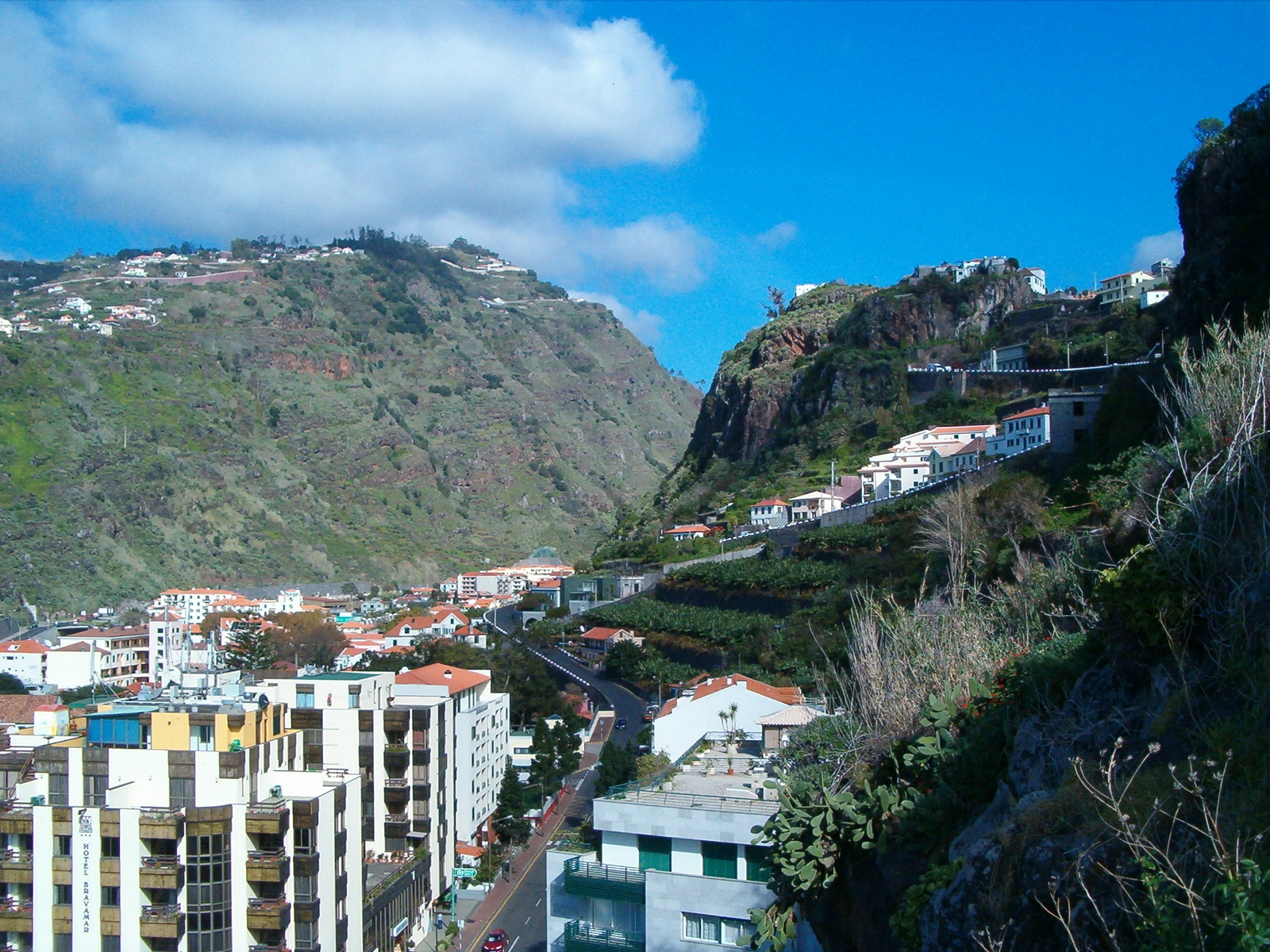
Вид поселка
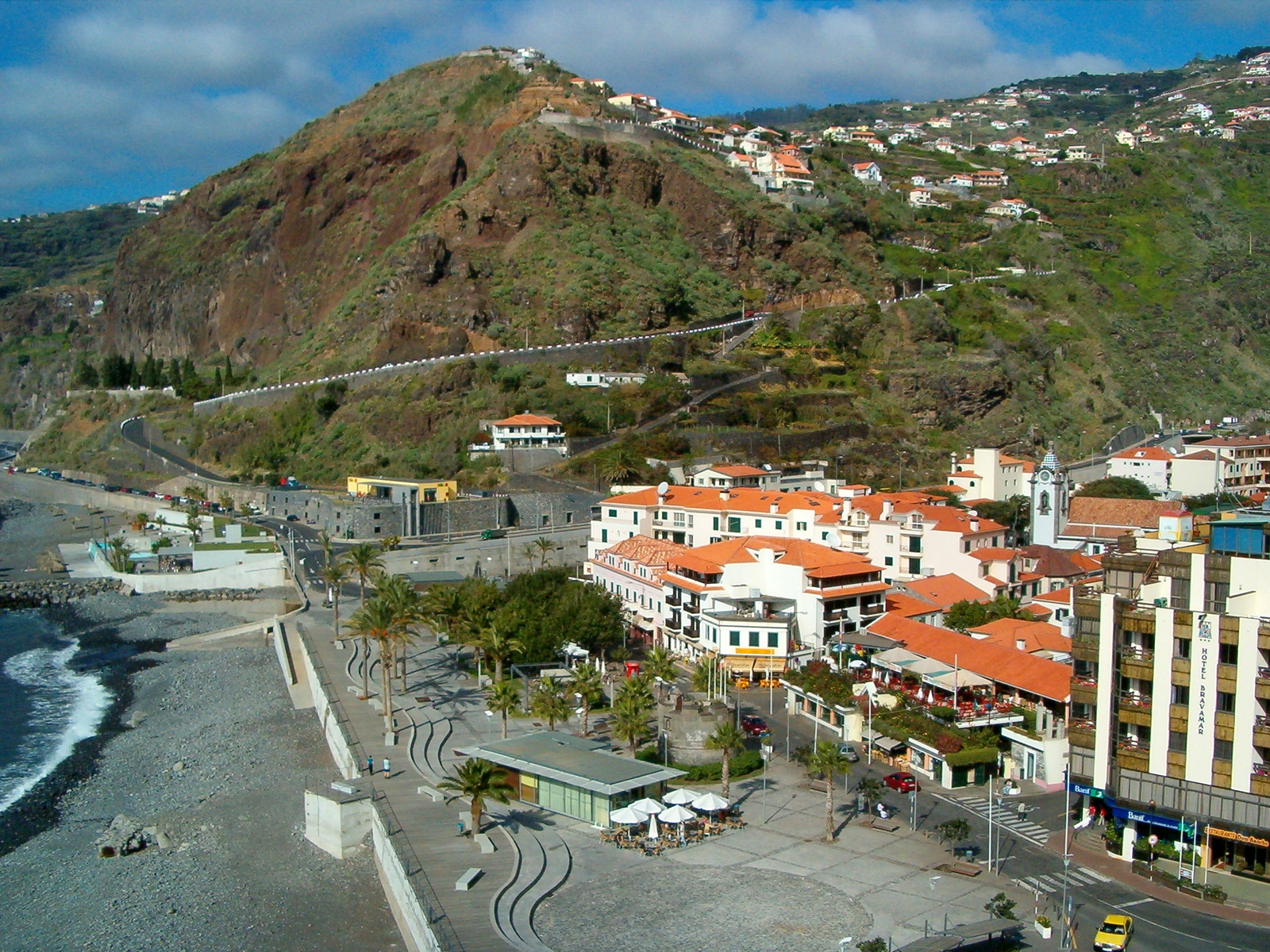
Поселок на фоне западной горы

## Известные люди
- Надя Алмада — британская теле-звезда.